# تتراهیدروکینولین
تتراهیدروکینولین یک ترکیب آلی است که مشتق نیمه هیدروژنه کینولین محسوب می‌شود. این ترکیب به شکل روغنی و بی‌رنگ است.

## کاربردها
مشتقات استخلافی تتراهیدروکینولین در شیمی دارویی رایج هستند. اگزامنیکوین، دینمایسین، ویراتمایسین و نیکاینوپرول، تتراهیدروکینولین‌های فعال زیستی هستند. معمولاً مشتقات تتراهیدروکینولین با هیدروژنه کردن کینولین مربوطه با استفاده از کاتالیزورهای ناهمگن تهیه می‌شوند.